# Phtheochroa pistrinana
Phtheochroa pistrinana es una especie de polilla de la familia Tortricidae. 

## Distribución
Se encuentra en China (Beijing, Jiangxi, Xizang, Gansu), Japón, Corea, Mongolia y el Extremo Oriente ruso (Dsharkent, Minussinsk, Irkutsk, Amur).